# جيرالد فوكسبيتشلر
جيرالد فوكسبيتشلر هو لاعب كرة قدم نمساوي في مركز حراسة المرمى، ولد في 20 أبريل 1944، وتوفي في 23 فبراير 1995. شارك مع منتخب النمسا لكرة القدم. أما مع النوادي، فقد لعب مع رابيد فيينا ونادي فينر.